# 利奧波德維爾騷亂

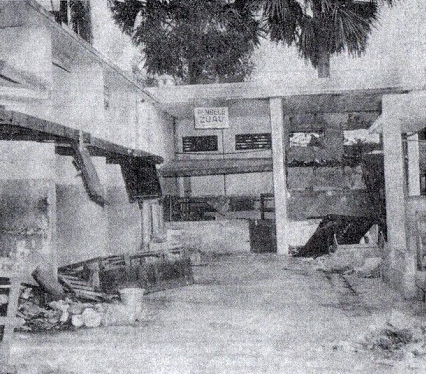
利奧波德維爾的剛果公共市場遭到騷亂破壞

利奧波德維爾騷亂指的是1959年1月發生於比屬剛果利奧波德維爾（今日金夏沙）的公民騷亂，這場事件是剛果獨立運動的重要里程碑。該騷亂起因於政黨剛果人聯盟（ABAKO）發起集會抗議時，殖民當局給予嚴厲的反應。實際確切死亡人數未知，但至少有49人在這場騷亂中喪生，總傷亡人數可能高達500人。暴動後，比剛兩造在布魯塞爾組織圓桌會議，協調剛果獨立條款，隨後比屬剛果於1960年6月30日獲得獨立，成立剛果共和國。

## 背景
剛果的殖民統治始於19世紀，時任比利時國王利奧波德二世有感比利時缺乏國際權勢與聲望，因而嘗試說服比利時政府支持對當時仍大規模未開發剛果盆地進行殖民擴張。但比利時政府對此矛盾不已，使得利奧波德最終以他的名利建立這個殖民地。西方各國將利奧波德的這塊地視為非洲殖民角力的緩衝國，於是後者在各國的幫助下，其個人所屬的剛果自由邦於1885年獲得國際承認。然而到了19、20世紀之交，自由邦官員對剛果土著的暴力行為以及經濟剝削制度，讓比利時承受巨大外交壓力，被迫於1908年正式接管剛果自由邦，成立比屬剛果。
二戰後期，剛果出現一個新興社會階級，稱作「进步者」。殖民地形成非洲中產階級，他們在經濟繁榮過程中擔任技術職位（如店員和護理師等）。然而並沒有通用規範去定義「進步者」，所以「進步者」通常普遍指的是「精通法語、信奉基督教、並接受過某種形式的小學後教育」。直到1950年代，大多數「進步者」只關注社會不平等和比利時人對他們的待遇。1958年，隨著越來越多的「進步者」開始與其所在區外的人民互動，並開始討論剛果解殖後的國家組成，民族主義便有所發展。許多新政黨都在爭取民眾的支持，包括約瑟夫·卡薩武布領導的剛果人聯盟（ABAKO）及帕特里斯·盧蒙巴領導的剛果全國運動（MNC）。 比利時殖民當局嘗試執行解殖計畫，但想要更多時間來構建剛果政府及準備離剛的工作，所以他們試圖將當地從非洲隔離開來，並鎮壓政治組織。這樣的企圖愈發困難，因為剛果民族主義越來越盛行，所以比利時政府於1958年7月成立研究小組來探討殖民地的新架構。作為對研究小組發現的回應，殖民當局決定將於1959年1月13日公布憲政體制的變更。
1958年12月28日，盧蒙巴在利奧波德維爾組織了一場MNC為首的集會，會中他報告該月稍早在迦納阿克拉參與的全非人民會議。卡薩武布注意到這場集會的成功，因此也決定於一周後的1959年1月4日組織自己的集會，以探討非洲民族主義。剛果人聯盟提出在利奧波德維爾YMCA大樓舉行集會，但市政府已接到簡短通知，只能給予他們「私人會面」的許可。1比利時官方也警告道，如果集會政治化，剛果人聯盟領導人們應當為此負責。

## 騷亂過程

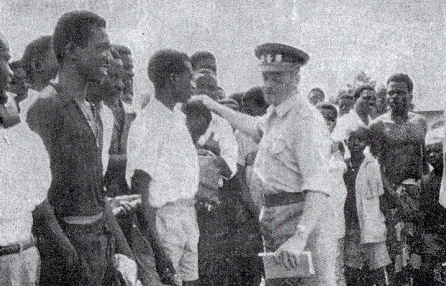
埃米勒·詹森斯將軍於騷亂後和利奧波德維爾公民談話，而他即是負責鎮壓騷亂的指揮官

剛果人聯盟領導群將殖民當局的警告解讀為禁止集會，因此於1月3日試圖推遲活動舉行，但隔天還是有一大群人聚集在YMCA。卡薩武布和其他剛果人聯盟領導人抵達現場，並請抗議者回家。但他們無法穩住群眾，隨著抗議者拒絕散去，暴力也隨之展開。
群眾開始向警察丟擲石頭，並攻擊白人汽車駕駛。最初的抗議人群，很快又加入附近足球來的兩萬名剛果人。當時媒體的報導估計有35,000名非洲人捲入了暴力事件，隨著暴徒試圖進入首都的歐洲區，騷亂也迅速蔓延。據稱暴徒打劫了店面，燒毀了天主教堂並毆打神父。許多示威者高唱「立即獨立（法語：indépendance immédiate）」。
在埃米勒·詹森斯將軍的指示下，殖民當局雇用非洲人警察與裝甲車鎮壓並恢復秩序。當局逮捕多達300名剛果人，當中還包含未來將成為新生獨立剛果共和國首位總統的卡薩武布、西蒙·姆澤扎及剛果人聯盟副主席丹尼爾·坎扎，三人均遭指控煽動騷亂。

## 後續發展
各方對本場騷亂的最終死亡人數估計各有不同，但總傷亡人數估計則高達500人。官方傷亡統計為49名非洲人死亡及241人受傷。許多非洲人沒去醫院尋求治療，這些人當中很多逝世後都被葬在不起眼的地方。這場一月騷亂標誌著剛果解放運動的轉捩點，迫使比利時及其殖民當局認知到殖民地存在嚴重議題，與先前表達不滿的群體不同，本次騷亂主要是由居於城市內的未受教育民眾發起，而非「進步者」。許多「進步者」和歐洲人一樣，都為破壞情形感到忐忑不安。

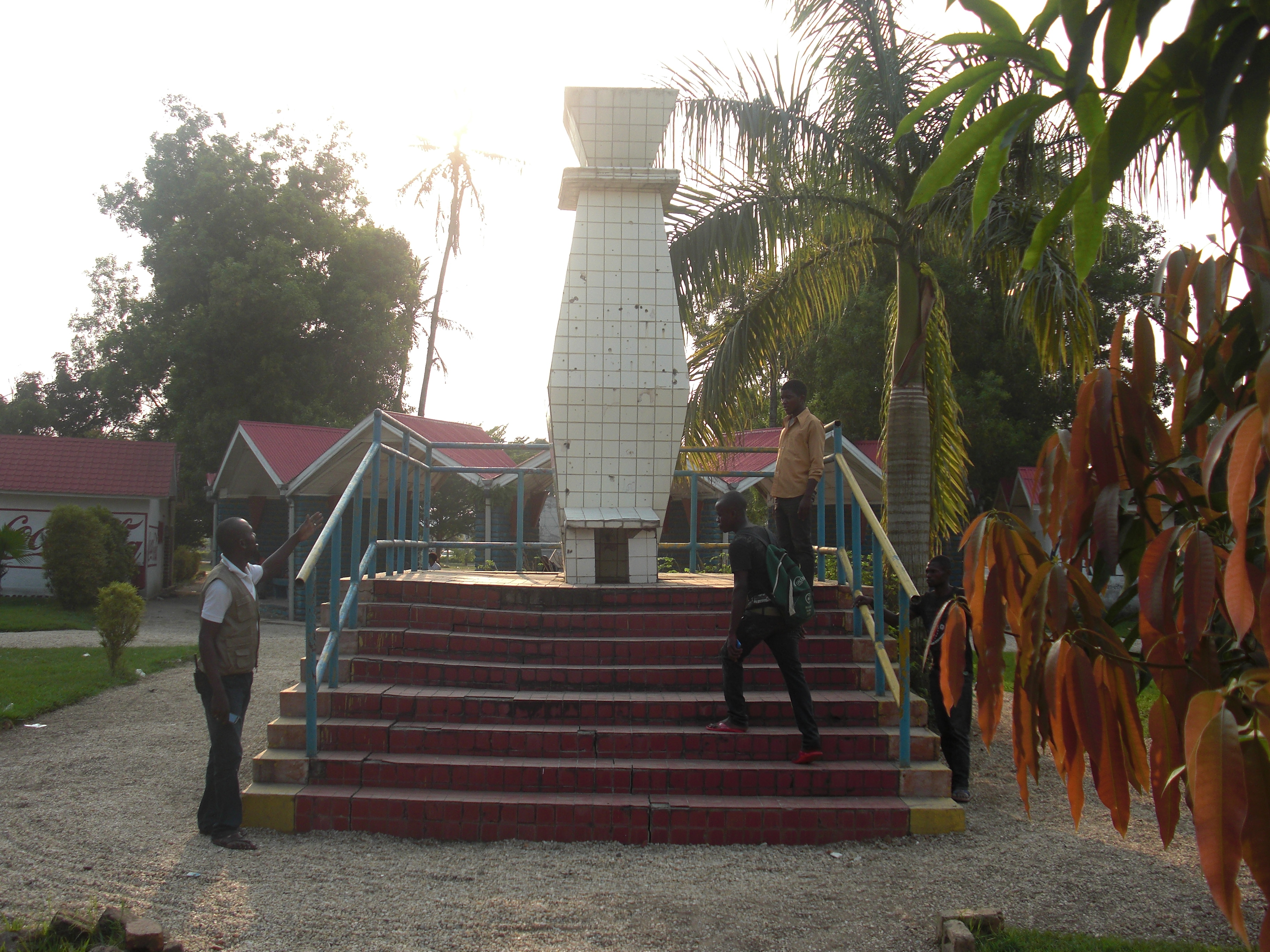
基桑加尼的「The Place du 4 Janvier」是剛果公共場所之一，得名於利奧波德維爾騷亂

比利時當局隨後將責任歸咎於失業的非洲人，但聲稱該市25萬名非洲居民大多數並未捲入其中。比利時國會成立調查委員會，以調查騷亂的起因。委員會發現這些騷亂是對種族歧視、過度擁擠和失業的不滿情緒，累積之後的高潮，同時也認為，法國政府決定給予法屬剛果自治權等鄰國政治事件也是影響因素之一，並批評殖民當局對騷亂的應對方式。1月13日，殖民當局決定繼續進行先前公布的改革進程，當中包含12月的地方選舉、建立不分種族的公務員制度以及讓諮詢機構任用更多非洲人。比利時國王博杜安也首度聲明，確保剛果未來將獲得獨立。國際媒體認為這些改革是為了應對騷亂，但即便沒有證據支持，博杜安的聲明也有可能是為了緩和剛果人的意見。

## 遺產
現今，剛果民主共和國已將1月4日定為國定假日，名為烈士節。這些事件標誌著獨立運動的激進化，通常被認為是比屬剛果的「喪鐘」。兩方都發生這樣的激進化情形，包括首次發出有剛果團體願意使用暴力實現獨立的訊號，而白人社區也越來越準備好應對暴力行為。有些白人甚至準備在黑人多數政府掌權時發動「政變」。
這場騷亂也標誌著情勢與日俱增的時期，以及剛果人聯盟主要政治對手MNC的分裂。從1月份的動亂開始，這兩個民族主義政黨都首度將影響力擴散到主要城市之外，並在接下來的一年裡，民族主義的示威與騷亂成為常態，將許多「進步者」階級以外的黑人捲入獨立運動。由於眾多剛果人聯盟領導層遭逮捕，MNC因而取得了政治上優勢的地位。

## 註腳與參考